# Ouratea superimpressa
Ouratea superimpressa är en tvåhjärtbladig växtart som beskrevs av Claude Henri Léon Sastre. Ouratea superimpressa ingår i släktet Ouratea och familjen Ochnaceae. Inga underarter finns listade i Catalogue of Life.